# Roman Schmeißner

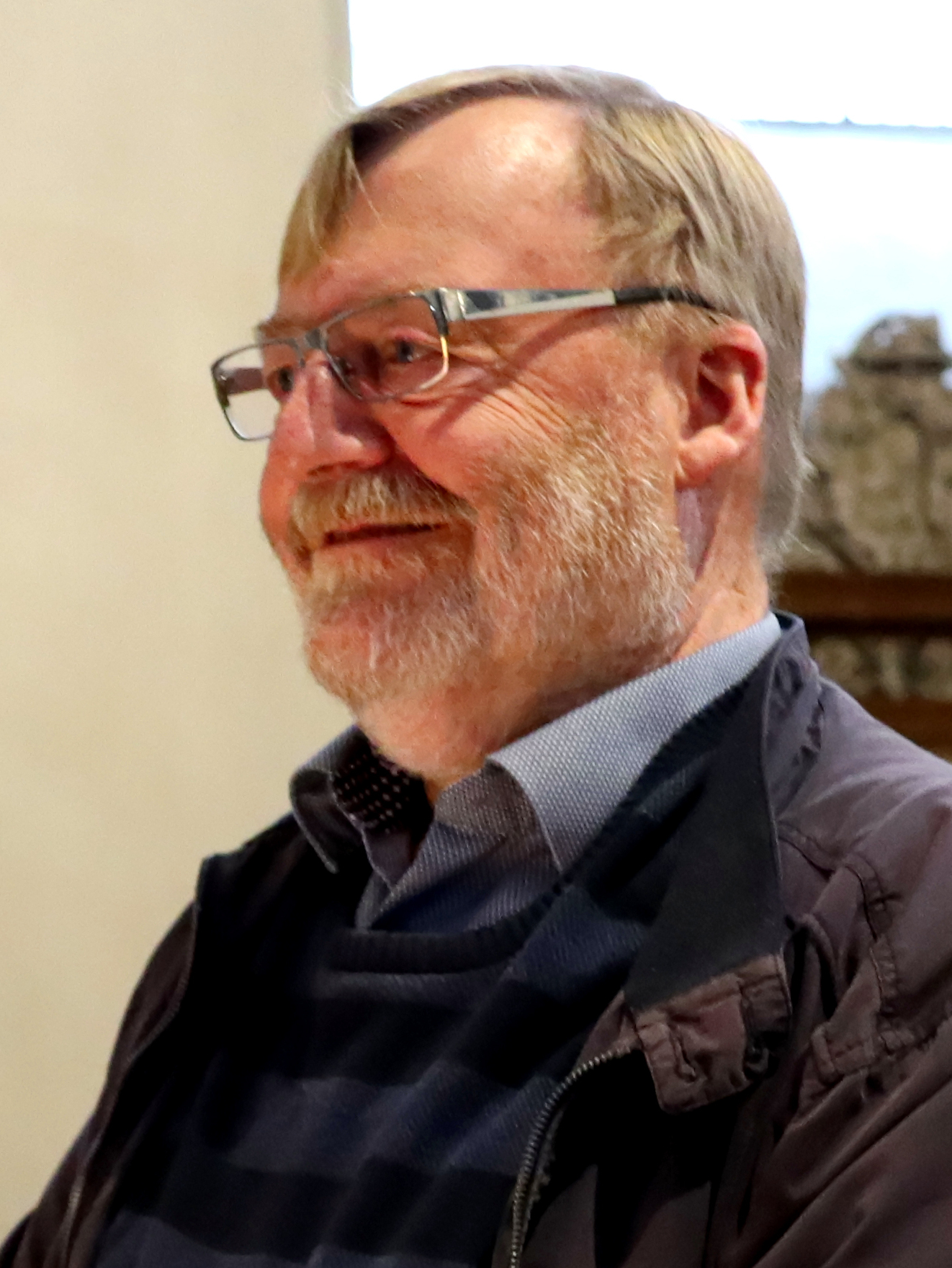
Roman Schmeißner (2018)

Roman Matthias Schmeißner (* 7. Februar 1956 in Salzburg) ist ein österreichischer Lehrer, Organist und Orgelsachverständiger.

## Leben und Wirken
Roman Schmeißner wurde am 7. Februar 1956 als Sohn von Matthias Schmeißner und seiner Ehefrau Notburga (geb. Schörghofer) in Salzburg geboren und wuchs in Faistenau auf. Dort besuchte er die Volksschule, danach die Neue Mittelschule Hof bei Salzburg. Seine Reifeprüfung legte er am Abendgymnasium Salzburg ab. 
An der Pädagogischen Hochschule Salzburg erwarb er 1982 mit einer Arbeit zur Geschichte der Orgelkunst im Dekanat Thalgau einen Diplom-Abschluss und die Lehrbefähigung für Volks- und Sonderschulen. In den 1990er Jahren wurde er als Sonderschullehrer in der Stadt Salzburg für sein soziales Engagement bekannt, insbesondere setzte er sich für behindertengerechtes Bauen ein, unter anderem für die Installation von akustischen Ampeln für Sehbehinderte. Schmeißner arbeitete als Lehrer auch in Chicago, La Rochelle und Berlin.
Neben seinem Lehrerberuf war Schmeißner jahrzehntelang auf dem Gebiet der Musik engagiert. Am Mozarteum hatte er 1975 die Aufnahmeprüfung bestanden und 1979 das Diplom für „Kirchenmusik B“ erworben. Von 1977 bis 1989 war er als Organist an der Erhardskirche in Salzburg tätig, wo er 1984 die im italienischen Stil neu erbaute Allgäuer-Orgel inaugurierte. Anschließend leitete er mehrere Jahre den Chor der Stadtpfarrkirche zum hl. Antonius Einsiedler in Hallein. Von 1979 bis 1984 war er zudem Mitglied der Orgelkommission der Erzdiözese Salzburg.
Im Jahr 2007 nahm Schmeißner ein Ph.D.-Studium der Musikwissenschaft an der Universität Mozarteum auf und wurde 2012 durch Thomas Hochradner und Ernst Hintermaier mit einer Arbeit zum Orgelbau in Wallfahrtskirchen der Erzdiözese Salzburg zum Dr. phil. promoviert. Am 12. Dezember 2012 wurde ihm vom damaligen Wissenschaftsminister Karlheinz Töchterle in Wien der „Award of Excellence“ für die beste Dissertation des Jahres verliehen. Mit einem Förderpreis aus dem Erzbischof-Rohracher-Studienfonds wurde sein Werk im Dezember 2013 ein weiteres Mal ausgezeichnet. Seine Doktorarbeit erschien 2015 auch in Buchform.
In seinem Heimatort, wo er bis 2020 als Organist tätig war, setzte sich Schmeißner als Mitglied des örtlichen Orgelkomitees seit 2012 stark für die Anschaffung einer neuen Orgel für die Pfarrkirche Faistenau ein. Bei der Weihe der neuen Orgel am 25. Juli 2018 spielte er selbst das neue Instrument.

## Auszeichnungen
- 2012: Award of Excellence, Wien
- 2013: Förderpreis aus dem Erzbischof-Rohracher-Studienfonds, Salzburg

## Veröffentlichungen (Auswahl)
- Die Geschichte der Orgelkunst am Beispiel des Dekanats Thalgau. Diplomarbeit. Pädagogische Hochschule Salzburg, 1982.
- Über den Neubau der Orgel. In: Die italienische Orgel bei St. Erhard im Nonntal. Festschrift zur Orgelweihe, Salzburg 1984.
- Die Orgel der Erhardkirche und ihre 300jährige Geschichte. In: 300 Jahre Kirche St. Erhard, 1689–1989. Salzburg 1989, S. 56–62.
- Studien zum Orgelbau in Wallfahrtskirchen der Erzdiözese Salzburg. Dissertation, Universität Mozarteum 2012.
- Orgelbau in Salzburger Wallfahrtskirchen. WiKu-Verlag, Duisburg & Köln 2015, ISBN 978-3-86553-446-0 (Dissertation).
- Neue Orgel-Töne. Festschrift anlässlich der Segnung der Alois Linder-Orgel der Pfarrkirche zum Heiligen Jakobus des Älteren in Faistenau: am 25. Juli 2018. Orgelkomitee der Pfarre Faistenau (Hrsg.), Vöslau 2018, 72 S.
- Franz X. Gruber: "Der Subpaß ist besonders vorzüglich gut". Aus der Geschichte der "Stille Nacht"-Orgel in "Maria am Mösl", Lamprechtshausen, die bereits Gruber in seiner Zeit als Lehrer zu schätzen wusste, aber auch Kritisches anmerkte. In: Blätter der Stille Nacht Gesellschaft, Folge 60, Jg. 2020, Oberndorf bei Salzburg 2020, S. 12–16.
- Orgeln und Orgelspiel in Wallfahrtskirchen der Erzdiözese Salzburg. Studien zum Orgelbau und zur kirchenmusikalischen Praxis an Wallfahrtsorten. In: Das Orgelforum, Nr. 25, Wien 2020, S. 20–75.
- Pfarrer Johann Ev. Hingsamer: "Übrigens hat sie alle Fehler einer schlechten Orgel." Aus dem Briefwechsel des Astätter Pfarrers Hingsamer mit dem Dechant des Stifts Mattsee. In: Das Orgelforum, Nr. 26, Wien 2021, S. 28–33.
- Mit Walburga Tanzberger: Erbhof Großbichl. Eigentümerchronik und Stammlinie der Familie Tanzberger. Eigenverlag, Faistenau 2021.
- Orgel und Orgelspiel in der Liturgie. In: Die Klais-Orgel in St. Konrad zu Landshut. Festschrift zur Orgelweihe am 22. Mai 2022. Kath. Kirchenstiftung Landshut (Hrsg.),  2022, S. 8–16.
- Hinweise und Nachrichten zur Anschaffung von Orgeln in der Pfarrkirche St. Jakob in Burghausen und zur kirchenmusikalischen Praxis nach 1600. Faltblatt, Burghausen 2023.
- Die „Kaiserjubiläumsorgel“ in Bad Ischl. In: »Österreichisches Orgelforum« (Hrsg.): Das Orgelforum Nr. 29. Wien 2024, S. 30–51.